# اوشن سیتی (نیوجرسی)
اوشن سیتی (به انگلیسی: Ocean City) شهری در ایالت نیوجرسی کشور ایالات متحده آمریکا است که جمعیت آن در سرشماری سال ۲۰۱۰ میلادی، ۱۱٬۷۰۱ نفر بوده‌است.